# Рудий Петро Євдокимович
Петро Євдокимович Рудий (1 червня 1905, Проскурів — 27 січня 1986, місто Київ) — український радянський науковець-економіст, державний діяч. Начальник Управління у справах поліграфії і видавництв при Раді міністрів УРСР (1944—1951). Кандидат економічних наук (1957).

## Біографія
Освіта вища. Член ВКП(б) з 1926 року. До 1933 року працював у комсомольських і партійних організаціях Проскурова та Дніпропетровська.
На 1938 рік — начальник сектору культури Держплану Української РСР.
З 1940 до 1942 року — заступник голови Державної планової комісії (Держплану) Української РСР.
З лютого 1942 року — постійний представник Ради народних комісарів Української РСР у Москві.
У листопаді 1944 — червні 1951 року — начальник Управління у справах поліграфії і видавництв (з березня 1949 року — у справах поліграфічної промисловості, видавництв і книжкової торгівлі) при Раді народних комісарів (з 1946 року — Раді міністрів) Української РСР.
З червня 1951 по січень 1954 року — заступник голови Державної планової комісії (Держплану) Української РСР.
З лютого 1954 року — старший науковий співробітник Інституту економіки Академії наук Української РСР. У 1957 році здобув науковий ступінь кандидата економічних наук, захистивши дисертацію на тему «Технический прогресс и вопросы повышения культурно-технического уровня рабочих: на примере машиностроительной промышленности УССР».
Донька Петра Рудого, доктор філологічних наук Тетяна Руда, згадувала:
|  | Доброзичливий, щирий і відповідальний, він також був і принциповим, безкомпромісним. ... Я завжди вважала, що втрата номенклатурної посади (разом з усіма привілеями та пільгами, які додавались до неї) була для нього драмою, а виявилось (судячи з листів воєнного часу), що батько завжди мріяв про наукову діяльність, і ця мрія здійснилась, коли йому було уже під 50. |

Вийшов на пенсію у 1974 році. Жив у Києві, в будинку № 15 по вулиці Льва Толстого. Помер у 80-річному віці 27 січня 1986 року. Похований разом із родиною на Байковому кладовищі (ділянка № 27).

### Родина
- Дружина — науковиця-літературознавиця, доктор філологічних наук Ніна Крутікова (1913—2008).
  - Донька — історик науки і техніки, доктор історичних наук Світлана Руда (нар. 1936)[2].
  - Донька — теоретик літератури, славістка, культуролог, доктор філологічних наук Тетяна Руда (нар. 1945).

## Нагороди
- орден Трудового Червоного Прапора (23.01.1948)
- медалі